# Schizocosa minnesotensis
Schizocosa minnesotensis este o specie de păianjeni din genul Schizocosa, familia Lycosidae. A fost descrisă pentru prima dată de Gertsch, 1934. Conform Catalogue of Life specia Schizocosa minnesotensis nu are subspecii cunoscute.